# مشين (فلم)
مشين هو فيلم دراما تم إنتاجه في الولايات المتحدة وصدر في سنة 2006. من بطولة توبي جونز وساندرا بولوك ودانيال كريغ وجيف دانييلز وهوب ديفيس.

## القصة
في 16 نوفمبر، 1959 ، ترومان كابوت يقرأ عن جريمة قتل عائلة ولاية كانساس، ونتيجة لعدم وجود مشتبه فيهم، يتجه إلى هناك فتحدث مفارقات تؤدى إلى كشف العديد من الحقائق .

## الميزانية والإيرادات
بلغت تكلفة إنتاج الفيلم حوالي 13 مليون دولار بينما حقق إيرادات تقدر بـ 2613717 دولار.

## وصلات خارجية
- مقالات تستعمل روابط فنية بلا صلة مع ويكي بيانات